# لن باربر
لن باربر (انگلیسی: Len Barber; ۳ ژوئیهٔ ۱۹۲۹ – فوریه ۱۹۸۸ (age 58)) بازیکن فوتبال اهل بریتانیا بود.
از باشگاه‌هایی که در آن بازی کرده‌است می‌توان به باشگاه فوتبال نورتویچ ویکتوریا، باشگاه فوتبال پورت ویل، و باشگاه فوتبال بری اشاره کرد.